# Simone Haack
Simone Haack (* 1978 in Rotenburg/Wümme) ist eine in Berlin lebende Künstlerin. Ihre Malerei wird auch als Neuer Magischer Realismus bezeichnet.

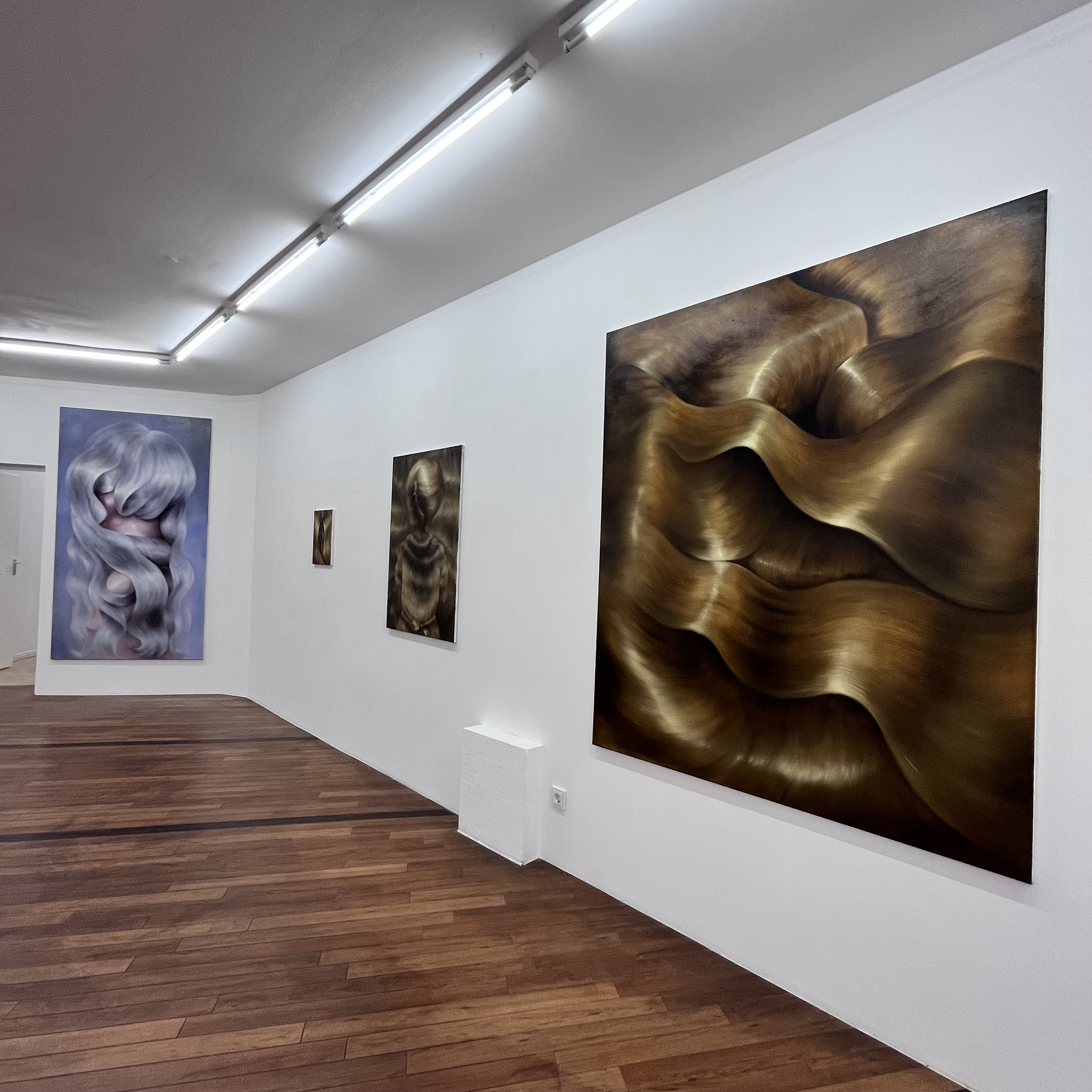
Die Ausstellung trasumanar bei Galerie gebr. Lehmann, Dresden

## Leben
Simone Haack studierte Freie Kunst an der Hochschule für Künste in Bremen bei Katharina Grosse und bei Karin Kneffel, an der Unitec School of Design in Auckland, Neuseeland, und an der École Nationale Superieure des Beaux-Arts in Paris in der Klasse des niederländischen Malers Pat Andrea. Sie ist Mutter einer Tochter und lebt und arbeitet in Berlin.

## Werk
Die Malerin Simone Haack hat eine Bildsprache entwickelt, die sich der Mittel des Realismus bedient, ohne Realität abzubilden. Protagonisten ihrer meist figürlichen Bildwerke sind Menschen – zumeist Frauen, Jugendliche und Kinder, aber auch Tiere und Natur.
Ihre Bildnisse und Tableaux, die Fragen zur Identität aufwerfen, nennt Haack „Fiktionale Porträts“. Sie bilden nichts Äußeres ab; der Fokus ist vielmehr, das Innere an der äußeren Erscheinung ablesbar zu machen. Das zentrale künstlerische Thema Haacks ist im weitesten Sinne die physische und psychische Existenz des Menschen und dessen vielschichtige Verstrickungen.
Haack hat in ihrem Frühwerk Auftragsarbeiten wie Musiker-Porträts für das deutsche Rolling Stone Magazin gemalt und das Coverartwork für die niederländische Band White Rose Transmission sowie für Herbert Grönemeyers Label Grönland das Album Bodies von Kat Frankie geliefert. Ihr Bild „Après nous le Déluge“ ist Teil des Artworks von Daniel Hopes Album For Seasons.

## Ausstellungen

### Einzelausstellungen (Auswahl)
- 2025: Simone Haack: Neuer Magischer Realismus, Kunsthalle Dessau
- 2024: Kafka.24, Goethe-Institut Paris (FR)
- 2024: Simone Haack. Untangling the Strands, Abguss-Sammlung Antiker Plastik der Freien Universität Berlin
- 2024: Helix of Realism, Offizielles Programm zum Jubiläum "100 Jahre Surrealismus" von Centre Pompidou und Maison André Breton, Paris (FR)
- 2023: EXIL - Dialog zwischen Otto Dix und Simone Haack, Schloss Randegg
- 2023: HAIR, Städtisches Museum Engen
- 2023: Dame in Rot (Missy Pink), Städtische Sammlungen Schloss Burgk, Freital
- 2020: Sekundenschlaf, Kunsthalle Brennabor, Brandenburg (Havel)
- 2015: Museum Junge Kunst, Frankfurt Oder
- 2015: Städtische Galerie, Zielona Góra (PL)
- 2012: Die Anderen, Galerie Beim Steinernen Kreuz, Bremen
- 2011: Zwielicht, Kunstsammlung Gera

### Gruppenausstellungen (Auswahl)
- 2025: Berliner Realistinnen - 65 Jahre Haus am Lützowplatz (HaL)
- 2025: DISSONANCE Platform Germany, Nationalmuseum Bukarest (RU)
- 2024: Ans Licht gebracht, Orangerie / Kunstsammlungen Gera
- 2024: KAFKAESQUE, 22. Experimentelle Biennale, Musée Chapelle Saint Quirin, Sélestat (FR)
- 2024: No one belongs here more than you, Kunsthaus, Erfurt
- 2024: Borderlines, Brask Collection, Kopenhagen (DK)
- 2024: DISSONANCE Platform Germany, Stadtgalerie Kiel
- 2023: Dix und die Gegenwart, Deichtorhallen Hamburg
- 2023: Vermeer Contemporary, Europäischer Kunstverein, Berlin
- 2023: Fetish, MAMA, London (GB)
- 2022: Und es wird Nacht..., Collegium Hungaricum, Berlin
- 2021: Wi(e)der das Böse, Bomann Museum, Celle
- 2020: Face Look, Kunstverein Gera
- 2019: Madness, Galerie im Park, Bremen
- 2017: Frissiras Award for European Painting, Frissiras Museum, Athen, Griechenland (GR)
- 2014: Species, Kunstverein Gera
- 2014: Head and Shoulders, Städtische Galerie Delmenhorst
- 2011: Feuer und Wasser, Galerie Beim Steinernen Kreuz, Bremen
- 2010: Wegbereiter-Wegbegleiter, Kunst der letzten 60 Jahre, Museum Hurrle, Durbach
- 2009: Die unsichtbare Hand, Städtische Galerie Delmenhorst
- 2009: Wo soll ich hin?, Städtische Galerie Bremen
- 2008: Frauenbilder, Kunsthalle Lingen

## Sammlungen (Auswahl)
- Kunstsammlung des Deutschen Bundestages, Berlin
- Frissiras Museum Athen (GR)
- Collett Prague - München, Jirny (GER/CZ)
- Schloss Randegg, Konstanz
- Städtischen Sammlungen Schloss Burgk, Freital
- Museum Junge Kunst, Frankfurt (Oder)
- Kunsthalle Rostock
- Kunstmuseum Stuttgart
- Artistic Museum of Contemporary Arts (AMOCA), Wales (GB)
- Collection Pallav-Patel, Dubai (UAE)
- Privatmuseum Seibert Collection, Berlin
- Kupferstichkabinett der Staatlichen Museen zu Berlin
- Kunstsammlung Gera
- Brask Collection, Kopenhagen (DK)
- Städtische Galerie Bremen
- Städtische Galerie Delmenhorst
- Große Kunstschau Worpswede (Schenkung Heinz Dodenhof)
- Sammlung Hurrle, Durbach/ Offenburg
- Stiftung Burg Kniphausen, Wilhelmshaven
- SPREEGOLD-COLLECTION, Berlin
- Kunsthalle Dessau

## Auszeichnungen (Auswahl)
- 2010: Stipendium Artist in Residence, Gera
- 2009: Namibia-Stipendium; Land Berlin
- 2006: Willi-Oltmanns-Preis für Malerei
- 2005/06: Jahresstipendium Künstlerstätte Stuhr-Heiligenrode

## Ausgewählte Literatur
- 2025: Simone Haack. NEW MAGICAL REALISM, Monographie, DCV Books, herausgegeben von Kunsthalle Dessau und Sebastian C. Strenger, ISBN 978-3-96912-240-2

- 2024: FEMALE GAZE & POWER, Herausgeber: Nicole Giese-Kroner, anlässlich der gleichnamigen Ausstellung im Museum Vorwerk Syke, Oktober 2024
- 2024: Untangling the Strands, Monographie, DCV Books, Abgußsammlung Antiker Plastik Berlin, ISBN 978-3-96912-225-9
- 2023: HAIR, Simone Haack, Monographie, DCV Books, Städtisches Museum Engen, herausgegeben von Velten Wagner und Sebastian C. Strenger, ISBN 978-3-96912-154-2
- 2022: "Nur wenn du an Grenzen gehst, passiert etwas" (Article), Interview with Simone Haack. Die ZEIT, Kunst & Auktionen, 01/22 and Weltkunst 02/22, by Sebastian C. Strenger
- 2021: NÄHE, Kerber-Verlag, herausgegeben von Sabine Kampmann und Torsten Obrist, ISBN 978-3-7356-0780-5
- 2021: Female Gaze - From Virtual to Reality. DCV Books, herausgegeben von Alexander Ochs und Silke Tobeler, ISBN 978-3-96912-058-3
- 2020: Preparing for Darkness. A new movement in contemporary Painting, herausgegeben von Uwe Goldenstein, mit Texten von Uwe Goldenstein, Lucia Rossi, Antonio M. Coppola, Martin Deppner, Philippe Rey, ISBN 978-3-00-066995-8
- 2015: Picturing People. The New State of the Art. Charlotte Mullins, herausgegeben von Thames & Hudson, London, ISBN 978-0-500-23938-4
- 2015: Simone Haack. Hard Candies. Monographie, Kerber-Verlag, herausgegeben vom Museum Junge Kunst Frankfurt/Oder, ISBN 978-3-7356-0134-6
- 2012: Simone Haack. Die Anderen. Monographie, Kerber-Verlag, herausgegeben von Brigitte Seinsoth und Simone Haack, ISBN 978-3866787308
- 2012: Simone Haack - ein Porträt (Article), Pop/Art Sehtest mit Simone Haack. In: get happy!? magazine, Ausgabe #2, 3/2012, Seiten 93-96, von Frank Castenholz
- 2012: Lauter kleine Ungeheuer (Article), Weser Kurier Bremen, von Inke Steen
- 2011: Zwielicht (Monographie), herausgegeben von Kunstsammlung Gera, Text von Holger Saupe
- 2011: Die Phobie als Muse (Exh. Cat.), Kunstfrühling 2011, edited by BBK Bremen, p. 46/47, Texts by Jennifer Bork and Arie Hartog
- 2006: Simone Haack (Monography), edited by Willi-Oltmanns-Stiftung; Gemeinde Stuhr, Text by Barbara Nierhoff-Wielk, Zwischen Imagination und Realität